# Changement de rotation des trous noirs

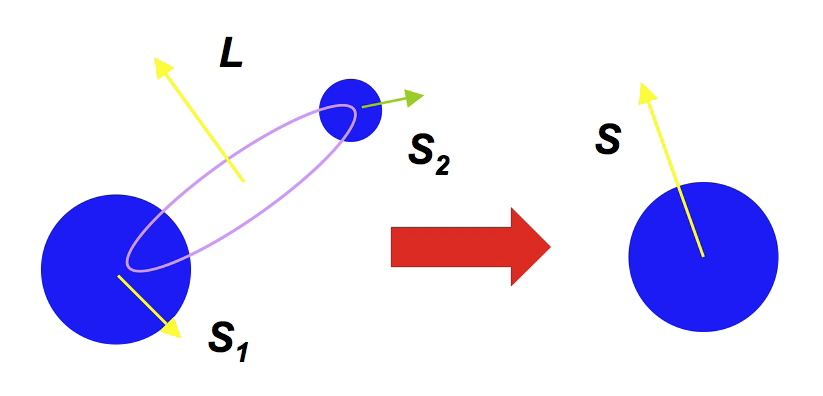
Schéma présentant un changement d'axe de rotation de trous noirs.

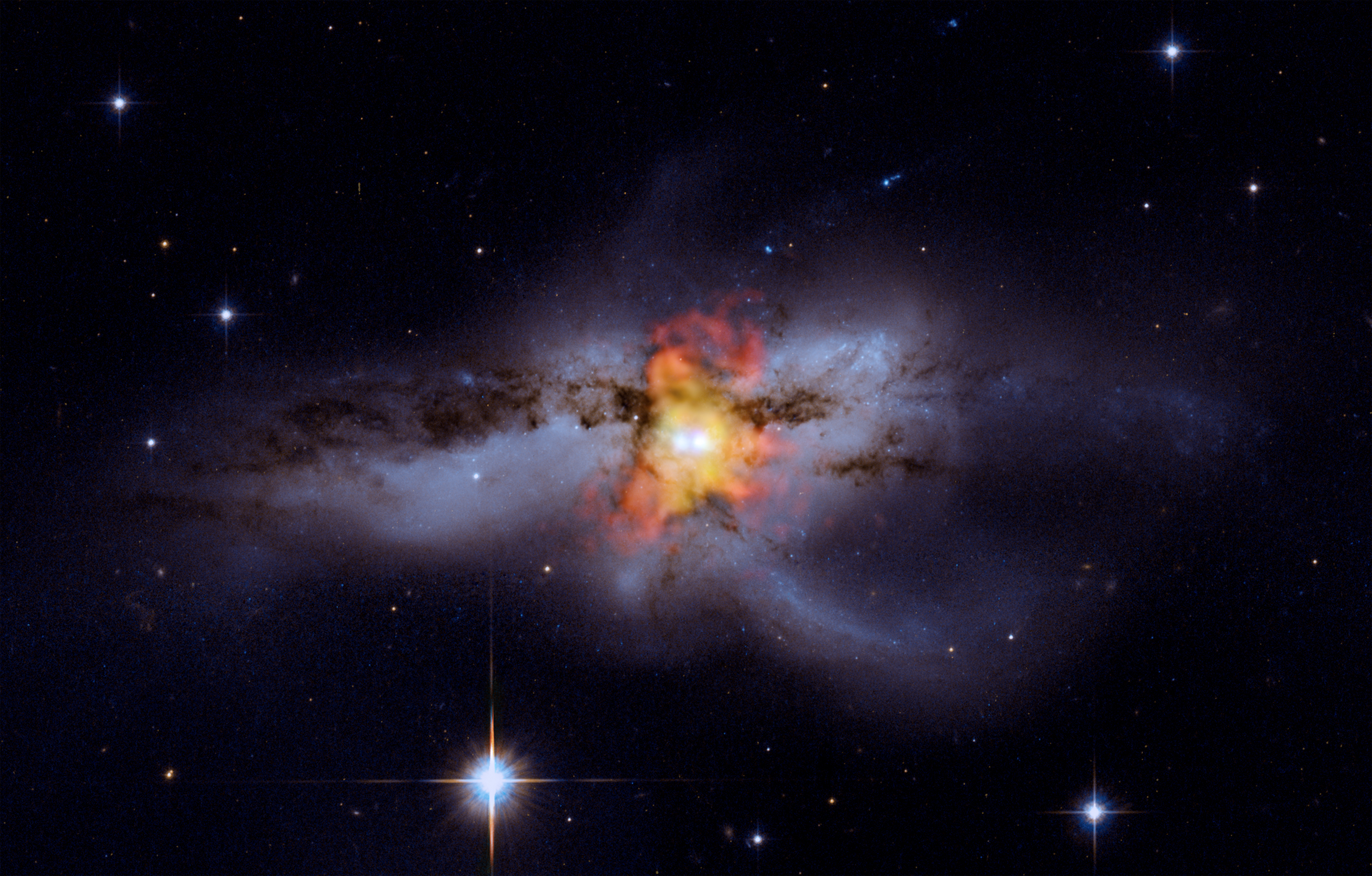
La formation de trous noirs binaires proviendrait de la fusion de galaxies.

Le changement de rotation d'un trou noir (black hole spin-flip) survient lorsque l'axe de rotation d'un trou noir change soudainement d'orientation en raison de l'absorption d'un autre trou noir moins massif, par conservation du moment cinétique.
Ces changements d'axe de rotation seraient une conséquence de la fusion de galaxies, le trou noir supermassif au centre de chacune d'elles formant un trou noir binaire au centre de la galaxie résultante. Perdant de l'énergie par l'émission d'ondes gravitationnelles, le trou noir binaire finit par fusionner, ce qui amène le changement d'axe de rotation du plus massif d'entre eux alors que le moins massif est absorbé.
Les changements d'axe de rotation des trous noirs influenceraient un certain nombre de processus astrophysiques, comme les jets relativistes liés aux galaxies actives.

## Radiogalaxies
Le changement de rotation des trous noirs a d'abord été discuté lors de l'étude d'un type particulier de radiogalaxie : les X-shaped radio galaxy (en). 
Ces dernières présentent deux paires de lobes radio désalignés : les lobes « actifs » et les « ailes ». Des chercheurs croient que les ailes sont orientées selon l'orientation des jets avant le changement de rotation, et que les lobes actifs sont ceux correspondant à l'orientation actuelle.

## Formalisme
Le changement d'axe de rotation est l'une des dernières étapes d'un trou noir binaire. Ce dernier est constitué de deux trous noirs de masses {\displaystyle M_{1}} et {\displaystyle M_{2}} en rotation autour de leur centre de masse. Ici, nous supposons {\displaystyle M_{1}>M_{2}}.
Le moment cinétique total {\displaystyle J} du système binaire est donné par l'addition du moment angulaire de l'orbite ({\displaystyle {L}}) et du moment angulaire {\displaystyle S} créé par la rotation individuelle de chacun des trous noirs ({\displaystyle {S}_{1}} et {\displaystyle {S}_{2}}) :
{\displaystyle \mathbf {J} _{\rm {init}}=\mathbf {L} _{\rm {orb}}+\mathbf {S} _{1}+\mathbf {S} _{2}.}
Le moment engendré par les rotations des trous noirs sur eux-mêmes s'exprime en fonction de leur masse, du paramètre de Kerr ({\displaystyle \mathbf {a_{1}} } et {\displaystyle \mathbf {a_{2}} }) et de l'angle {\displaystyle \theta } à partir de l'axe de rotation :
{\displaystyle \mathbf {S} _{1}=\{\mathbf {a} _{1}*\mathbf {M} _{1}*\cos(\pi /2-\theta ),\mathbf {a} _{1}*\mathbf {M} _{1}*\sin(\pi /2-\theta )\}}
{\displaystyle \mathbf {S} _{2}=\{\mathbf {a} _{2}*\mathbf {M} _{2}*\cos(\pi /2-\theta ),\mathbf {a} _{2}*\mathbf {M} _{2}*\sin(\pi /2-\theta )\}}
Si la séparation orbitale est suffisamment petite, le moment cinétique total diminue par émission d'énergie sous forme d'ondes gravitationnelles. Le trou noir le moins massif ({\displaystyle M_{2}}) finit par atteindre la dernière orbite circulaire stable (ISCO) et termine sa course en fusionnant avec le plus massif. Le moment cinétique final devient alors :
{\displaystyle \mathbf {J} _{\rm {final}}=\mathbf {S} ,}
En négligeant la partie du moment cinétique perdue par l'émission d'ondes gravitationnelles au moment de la fusion, qui serait faible, la conservation du moment cinétique entraîne :
{\displaystyle \mathbf {S} \approx \mathbf {L} _{\rm {ISCO}}+\mathbf {S} _{1}+\mathbf {S} _{2}.}
Puisque {\displaystyle S_{2}} est relié à {\displaystyle S_{1}} par un facteur {\displaystyle (M_{2}/M_{1})^{2}}, il peut être négligé si {\displaystyle M_{2}<<<M_{1}}. Dans cette situation :
{\displaystyle \mathbf {S} \approx \mathbf {L} _{\rm {ISCO}}+\mathbf {S} _{1}.}
Cela implique que la rotation finale du trou noir est le résultat de l'addition de la rotation initiale du trou le plus massif et du moment angulaire du plus petit alors que ce dernier était sur l'orbite ISCO. Puisque les vecteurs {\displaystyle S_{1}} et {\displaystyle L} n'ont généralement pas la même orientation, {\displaystyle S} sera différent que {\displaystyle S_{1}}, ce qui implique le changement de rotation.
La variation de l'angle de l'axe de rotation dépend de la grandeur de {\displaystyle L_{\rm {ISCO}}} et de {\displaystyle S_{1}} ainsi que de la différence d'angle entre ces derniers. Si {\displaystyle S_{1}} est très petit, l'axe final sera surtout déterminé par {\displaystyle L_{\rm {ISCO}}} et le changement sera grand. D'un autre côté, si le trou noir le plus massif a une rotation maximale, son moment angulaire sera :
{\displaystyle S_{1}\approx GM_{1}^{2}/c.}
et :
{\displaystyle L_{\rm {ISCO}}\approx GM_{1}M_{2}/c.}
En comparant ces deux résultats, il apparaît que même un petit trou noir, dont la masse est environ un cinquième de celle du plus massif, peut changer l'angle de l'axe de rotation de 90° ou plus.